# Полігнот
Полігнот (грец. Πολύγνωτος) — давньогрецький живописець V століття до н. е. Уродженець острова Тасоса, учень свого батька Аглаофона, також художника.
Близько 462 до н. е. на запрошення Кімона Полігнот прибув до Афін, де йому разом з іншими живописцями було доручено розпис стін Стоа Пікіле, а також храмів Діоскурів і Тесея. У першій з названих будівель Полігнот зобразив битву афінян з лакедемонянами, бій Тесея з амазонками, руйнування Трої і Марафонську битву. Найбільш популярними були картини, написані Полігнотом у Лесхі, у Дельфах, що зображали взяття Трої, відплиття греків з-під цього міста та відвідування Одіссеєм підземного царства.
Фігури на картинах Полігнота були виконані нарисом і пофарбовані лише кількома фарбами, що виділялися на кольоровому тлі стін. Попри повну відсутність в них моделювання людського тіла і перспективи, вони являли собою в історії живопису значний крок вперед, оскільки, за переказами, в них помічалися ритмічність композиції, благородство форм і виразність — якості, які були відсутніми в творах архаїчного періоду.